# Seiko Instruments
Seiko Instruments Inc. (セイコーインスツル株式会社 Seikō Insutsuru Kabushiki-gaisha?) (SII) es una empresa japonesa que desarrolla y comercializa semiconductores, componentes micromecatrónicos y tecnologías de mecanizado de precisión. Es una de las unidades de negocio del Seiko Group Corporation (anteriormente Seiko Holdings).
Con sede en el distrito comercial de Makuhari, en Mihama-ku (Chiba City, Prefectura de Chiba, Japón), la empresa fabrica y vende componentes electrónicos (como dispositivos osciladores de cuarzo, componentes micromecatrónicos, cabezales de impresión de inyección de tinta piezoeléctricos, microbaterías, o supercondensadores), piezas de precisión, instrumentos de análisis y medición, máquinas herramienta, sistemas de automatización de fábrica, e impresoras entre otros productos. 

## Historia
En 1937, Daini Seikosha Co., Ltd. (第二精工舎 Dai-ni-seikōsha?), literalmente el segundo taller de fabricación de relojes Seiko, se fundó en Kamedo, Kōtō, como una escisión de la división de fabricación de relojes de Tokio, por lo que fabricó los relojes Seiko hasta 2020. La empresa cambió su nombre a Seiko Instruments & Electronics Ltd. en 1983 y a su nombre actual en 1997. Su planta de Suwa se escindió en 1959 de Seikosha (精工舎 Seikōsha?) y ahora se conoce como Epson (セイコーエプソン Seikō Epuson?).
El 26 de enero de 2009, Seiko Instruments y Seiko Holdings anunciaron que se fusionarían el 1 de octubre de 2009 mediante un intercambio de acciones. Seiko Instruments se convirtió en una filial de propiedad absoluta de Seiko Holdings en la fecha anunciada previamente.
Seiko había delegado gran parte de la fabricación de su negocio de relojes a SII. Los relojes fabricados por SII se vendían a través de Seiko Watch Corporation, una filial de Seiko Holdings Corporation. El 1 de abril de 2020, la compañía transfirió su negocio de relojes, incluyendo sus filiales de fabricación de relojes Morioka Seiko Instruments, Ninohe Tokei Kogyo, y Seiko Instruments Singapore.